# Mediateca

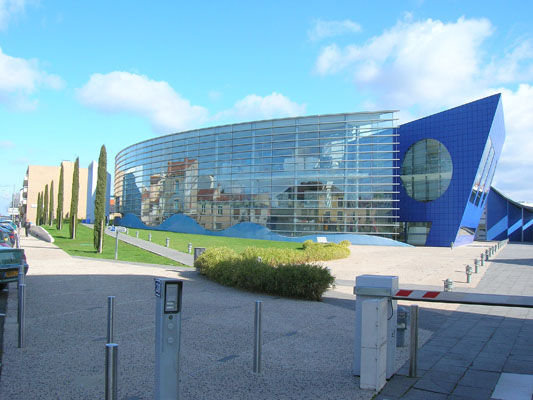
La mediateca de Roanne.

Una mediateca o acervo de medios es un establecimiento, generalmente, público que conserva y brinda acceso a diferentes tipos de medios.
El concepto de mediateca fue desarrollado en los años 1980, cuando los contenidos audiovisuales (documentos sonoros y grabaciones de video) plantearon la necesidad cotidiana de incorporar artificios (equipos adicionales) para la lectura de los materiales y también se observaba necesario que se consideraran como testimonios culturales al igual que los materiales escritos. El término mediateca ha sido acuñado para reflejar que en los servicios de consulta se incorporan las interfaces necesarias para recuperar la información contenida en los diversos soportes; como los audiovisuales bajo la forma de videocintas en formatos Betacam y VHS. En los años 1990, las mediatecas empezaron a albergar soportes numéricos (CD para audio y DVD para videos) que vinieron a completar los soportes tradicionales (impresos, microfilmes, discos de vinilo, casetes, etc). Ahora como punto de referencia para el soporte de medios digitales es un puente importante entre las bibliotecas híbridas y las bibliotecas virtuales.